# Titularbistum Eleutherna
Eleutherna, auch Apollonia, ist ein Titularbistum der römisch-katholischen Kirche. 
Es geht zurück auf ein ehemaliges Bistum der gleichnamigen antiken Stadt auf der griechischen Insel Kreta, etwa 25 Kilometer südöstlich von Rethymno. Eleutherna ist durch die Ausgrabungen des Archäologen Petros Themelis bekannt geworden.
| Titularbischöfe von Eleutherna |                                    |                                                                 |                   |               |
| Nr.                            | Name                               | Amt                                                             | von               | bis           |
| 2                              | Pietro Giovanni Umberto Verriet OP | Apostolischer Vikar von Curaçao (Niederländische Antillen)      | 13. November 1931 | 10. März 1948 |
| 3                              | Paul Tkotsch                       | Weihbischof in Berlin (Deutschland)                             | 12. Mai 1948      | 14. Mai 1963  |
| 4                              | Salomão Barbosa Ferraz             | früherer Bischof der Katholisch-Apostolischen Kirche Brasiliens | 10. Mai 1963      | 11. Mai 1969  |